# Richard Hapala
Podplukovník Richard Hapala (13. září 1918 Staříč – 2. července 1941 Lower Park Farm) byl český letecký navigátor 311. československé bombardovací perutě padlý v druhé světové válce.

## Život

### Před druhou světovou válkou
Richard Hapala se narodil 13. září 1918 ve Staříči na frýdecko-místecku v rodině učitele Arnošta Hapaly a Barbory rozené Jeřábkové. Rodina se po otcově odchodu do výslužby přestěhovala krátce před druhou světovou válkou do Brna, kde Richard vystudoval I. českou státní reálku. Maturoval dne 15. června 1936. Následně nastoupil vojenskou službu, v rámci které absolvoval v Prostějově školu pro důstojníky letectva v záloze. Byl členem brněnského Sokola a Junáka.

### Druhá světová válka
Po německé okupaci v březnu 1939 došlo k rozpuštění Československé armády a tak Richard Hapala nastoupil studium na Vysoké škole zemědělsko-lesnické Brno. Do uzavření českých vysokých škol nacisty však stihl absolvovat jen jeden ročník. Opustil Protektorát Čechy a Morava a přes Francii se dostal do Velké Británie. Po výcviku na navigátora se stal příslušníkem 311. československé bombardovací perutě RAF. Dne 2. července 1941 se jako nováček na pozici navigátora letounu Vickers Wellington Mk. IC R1516 KX-U vracel z bombardování Cherbourgu. Stroj byl poškozený a proto zaostal za formací, což společně s poruchou vysílače identifikujícího vlastní letadla zmátlo britskou obranu, která na něj navedla nočního stíhače. Tím byl velitel 604. noční stíhací perutě RAF Charles Henry Appleton na stroji Bristol Beaufighter a ten se nemýlil. Letoun explodoval a společně s Richardem Hapalou v něm uhořeli Adolf Dolejš, Jaroslav Lančík, Oldřich Helma, Jaroslav Petrucha a Antonín Plocek. Pohřben je na hřbitově v ulici Devizes Road v Salisbury v hrobě č. 6-123.

## Rodina
Richard Hapala měl dva bratry. Arnošta, který pokračoval v učitelské tradici po otci a Zdeňka, loutkového divadelníka. Oba rodiče Richarda Hapaly Arnošt a Barbora Hapalovi byli jako jeho příbuzní a osoby nespolehlivé Říši internováni v roce 1942 v táboře ve Svatobořicích. Barbora Hapalová se v něm dočkala osvobození, Arnošt Hapala doplatil na podmínky v táboře a v roce 1943 zemřel na benigní hyperplazie prostaty a uremii v nemocnici na Žlutém kopci v Brně.

## Posmrtná ocenění
- V roce 1946 obdržel Richard Hapala in memoriam titul Inženýra
- V roce 1961 byl Richadr Hapala in memoriam povýšen do hodnosti podplukovníka
- Richardu Hapalovi byl in memoriam udělen Junácký kříž „Za vlast“ 1939–1945
- Po Richardu Hapalovi je pojmenována jedna z ulic v brněnských Řečkovicích[5]
- Po Richardu Hapalovi nese název park na brněnských Vinohradech[6]